# Daddy (từ lóng LGBT)
Trong văn hóa LGBT, daddy (nghĩa đen: bố hay cha) là từ lóng chỉ người đàn ông trưởng thành lớn tuổi (thường là từ khoảng cuối những năm 30 tuổi) có quan hệ tình cảm, tình dục với nam giới trẻ hơn. Khoảng cách tuổi giữa hai bên có thể không cố định, nhưng daddy thường sẽ là người che chở, nâng đỡ và bảo vệ cho người kia, cả về cảm xúc lẫn tình dục.
Một từ lóng khác dễ gây nhầm lẫn là sugar daddy, chỉ việc một người (không quan trọng tuổi tác) hỗ trợ, chu cấp cho người khác về tài chính trong mối quan hệ tình cảm (trong văn hoá LGBT thì sugar daddy hay được coi là top: người nằm trên).